# Rząd Stanisława Mikołajczyka
Rząd Stanisława Mikołajczyka – gabinet pod kierownictwem premiera Stanisława Mikołajczyka, sformowany w Londynie 14 lipca 1943 roku po śmierci gen. Władysława Sikorskiego. Misję tworzenia rządu powierzył premierowi prezydent Władysław Raczkiewicz.

## Rada Ministrów Stanisława Mikołajczyka (1943–1944)
| Funkcja                                              | Nazwisko                | Nazwisko                   | Czas pełnienia funkcji | Czas pełnienia funkcji | Lata życia |
| Funkcja                                              | Nazwisko                | Nazwisko                   | Od                     | Do                     | Lata życia |
| ---------------------------------------------------- | ----------------------- | -------------------------- | ---------------------- | ---------------------- | ---------- |
| Prezes Rady Ministrów                                |                         | Stanisław Mikołajczyk (SL) | 14 lipca 1943(dts)     | 29 listopada 1944(dts) | 1901–1966  |
| Minister spraw wewnętrznych                          | Władysław Banaczyk (SL) | 14 lipca 1943(dts)         | 29 listopada 1944(dts) | 1902–1980              |            |
| Minister skarbu                                      |                         | Ludwik Grosfeld (PPS)      | 14 lipca 1943(dts)     | 29 listopada 1944(dts) | 1889–1955  |
| Minister wyznań religijnych i oświecenia publicznego |                         | Zygmunt Kaczyński (SP)     | 14 lipca 1943(dts)     | 29 listopada 1944(dts) | 1894–1953  |
| Minister sprawiedliwości                             |                         | Wacław Komarnicki (SN)     | 14 lipca 1943(dts)     | 29 listopada 1944(dts) | 1891–1954  |
| Minister informacji i dokumentacji                   |                         | Stanisław Kot (SL)         | 14 lipca 1943(dts)     | 29 listopada 1944(dts) | 1885–1975  |
| Minister obrony narodowej                            |                         | Marian Kukiel              | 14 lipca 1943(dts)     | 29 listopada 1944(dts) | 1885–1973  |
| Minister przemysłu, handlu i żeglugi                 |                         | Jan Kwapiński (PPS)        | 14 lipca 1943(dts)     | 29 listopada 1944(dts) | 1885–1964  |
| Zastępca Prezesa Rady Ministrów                      | 16 lipca 1943(dts)      | Jan Kwapiński (PPS)        | 29 listopada 1944(dts) |                        | 1885–1964  |
| Minister                                             |                         | Karol Popiel (SP)          | 14 lipca 1943(dts)     | 24 lipca 1943          | 1887–1977  |
| Minister odbudowy administracji publicznej           | 24 lipca 1943           | Karol Popiel (SP)          | 29 listropada 1944     |                        | 1887–1977  |
| Minister spraw zagranicznych                         |                         | Tadeusz Romer              | 14 lipca 1943(dts)     | 29 listopada 1944(dts) | 1894–1978  |
| Minister prac kongresowych                           |                         | Marian Seyda (SN)          | 14 lipca 1943(dts)     | 29 listopada 1944(dts) | 1879–1967  |
| Minister pracy i opieki społecznej                   |                         | Jan Stańczyk (PPS)         | 14 lipca 1943(dts)     | 29 listopada 1944(dts) | 1886–1953  |
| Minister ds. Bliskiego Wschodu                       |                         | Henryk Strasburger         | 14 lipca 1943(dts)     | 29 listopada 1944(dts) | 1887–1951  |
| Delegat na Kraj-Wicepremier                          |                         | Jan Jankowski (SP)         | 3 maja 1944(dts)       | 29 listopada 1944(dts) | 1882–1953  |
| Minister dla spraw Kraju                             |                         | Adam Bień (SL)             | 3 maja 1944(dts)       | 29 listopada 1944(dts) | 1899–1998  |
| Minister dla spraw Kraju                             |                         | Stanisław Jasiukowicz (SN) | 3 maja 1944(dts)       | 29 listopada 1944(dts) | 1882–1946  |
| Minister dla spraw Kraju                             |                         | Antoni Pajdak (PPS)        | 3 maja 1944(dts)       | 29 listopada 1944(dts) | 1894–1988  |

## Skład rządu
- Stanisław Mikołajczyk (SL) – prezes Rady Ministrów
- Jan Kwapiński (PPS) – wicepremier, minister przemysłu, handlu i żeglugi
- Jan Stańczyk (PPS) – minister pracy i opieki społecznej
- Władysław Banaczyk (SL) – minister spraw wewnętrznych
- Ludwik Grosfeld – minister skarbu
- Stanisław Kot (SL) – minister informacji i dokumentacji
- Wacław Komarnicki (SP) – minister sprawiedliwości
- Marian Seyda (SN) – minister spraw kongresowych
- Tadeusz Romer (bezpartyjny) – minister spraw zagranicznych
- gen. Marian Kukiel (bezpartyjny) – minister obrony narodowej
- Henryk Strasburger (bezpartyjny) – minister bez teki
- ks. Zygmunt Kaczyński (SP) – minister wyznań religijnych i oświecenia publicznego
- Karol Popiel (SP) – minister bez teki
- Adam Romer (bezpartyjny) – minister bez teki, dyrektor Biura Prezydium RM

Krajowa Rada Ministrów – od 27 lipca 1944 (część Rady Ministrów)
- Jan Stanisław Jankowski (SP) – wicepremier
- Adam Bień (SL) – minister bez teki
- Antoni Pajdak (PPS) – minister bez teki
- Stanisław Jasiukowicz (SN) – minister bez teki

Premier złożył dymisję 24 listopada 1944 roku.